# アントラニロイルCoAモノオキシゲナーゼ
アントラニロイルCoAモノオキシゲナーゼ（anthraniloyl-CoA monooxygenase）は、アミノ安息香酸分解酵素の一つで、次の化学反応を触媒する酸化還元酵素である。
2-アントラニリルCoA + 2 NAD(P)H + 2 H+ + O2 {\displaystyle \rightleftharpoons } 2-アミノ-5-オキソシクロヘキサ-1-エンカルボニルCoA + H2O + 2 NAD(P)+
この酵素の基質はアントラニリルCoA、NADH（NADPH）、H+とO2で、生成物は2-アミノ-5-オキソシクロヘキサ-1-エンカルボニルCoA、NAD+（NADP+）とH2Oである。補因子としてFADを用いる。
組織名は2-aminobenzoyl-CoA,NAD(P)H:oxygen oxidoreductase (de-aromatizing)で、別名にanthraniloyl coenzyme A reductase、2-aminobenzoyl-CoA monooxygenase/reductaseがある。